# 神浦村 (長崎県北松浦郡)
神浦村（こうのうらむら）は、長崎県五島列島の北端、宇久島の南部にかつて存在した北松浦郡の村。1955年（昭和30年）に北隣の平町と合併を行い、宇久町となった。
現在の佐世保市宇久地区の南部にあたる。

## 地理
五島列島北端に位置する宇久島の南部を主な村域とする。
- 島嶼：宇久島
- 山：城ヶ岳
- 河川：末申川、福浦川
- 港湾：神ノ浦漁港、飯良湾

## 沿革
「神浦」の地名の由来について、『神浦村郷土誌』には「文治3年（1187年）小値賀前方村沖神島宮（沖ノ神島神社）の分霊なる地の神島宮（地ノ神島神社）の分霊をこの地水ヶ浦に、国光の大刀を奉じて神社を建設す。神浦の名の起れる所以なり」と記されている。
- 1889年（明治22年）4月1日 - 町村制施行により、北松浦郡神浦村が単独村制にて発足。
- 1955年（昭和30年）4月1日 - 平町と合併して宇久町となり、神浦村は自治体として消滅。

## 地名
郷を行政区域とする。神浦村は1889年の町村制施行時に単独で自治体として発足したため、大字は無し。
- 飯良郷
- 小浜郷（おばま）
- 神浦郷